# Kawawachikamach (village naskapi)
Pour les articles homonymes, voir Kawawachikamach.
Kawawachikamach est un village naskapi situé dans la région administrative québécoise du Nord-du-Québec, au Canada. Il fait partie de l'Administration régionale Kativik. Contrairement à la terre réservée naskapie homonyme, le village naskapi de Kawawachikamach ne constitue pas, malgré son nom, un lieu habité ni urbanisé. 

## Géographie
Il s'agit d'une terre de catégorie IB-N d'une superficie de 285 km2  dont les administrateurs sont les mêmes personnes qui gèrent la terre de catégorie IA-N.

## Toponymie
La Commission de toponymie n'a pas d'explication pour le nom du village. Toutefois, pour le lac Kawawachikamach, elle écrit que Kawawachikamach signifie « lac sinueux ».